# Ruperto Long
Ruperto Long (Rosario (Uruguay), 23 décembre 1952) est un ingénieur, homme politique et écrivain uruguayen.

## Biographie
Long a étudié l'ingénierie à l'Université de la République et le management technologique à Harvard Business School.
Il a travaillé dans plusieurs organismes publics d'Uruguay comme les Usinas y Transmisiones Eléctricas (UTE) et le Laboratorio Tecnológico del Uruguay (LATU), qu'il a présidé (1990-2003).
Il a été sénateur pour le Parti National (2005-2010).
Il est aussi un écrivain. Ses œuvres les plus importantes sont :
- Che Bandoneón (2002).
- Hablando claro (2009).
- No dejaré memorias. El enigma del Conde de Lautréamont (2012).